# Ludwik Norwid
Ludwik Norwid, właściwie Ludwik Jan Ksawery Norwid herbu Topór (ur. 21 listopada 1818 w Strachówce k. Radzymina, zm. 23 grudnia 1881 w Warszawie) – agronom, poeta, krytyk literacki, brat Cypriana Kamila Norwida.

## Życiorys

### Dzieciństwo
Przyszedł na świat jako syn Jana Norwida h. Topór (1784–1835) i Ludwiki ze Zdzieborskich (1798–1825), trzeciej żony ojca. Miał troje rodzeństwa – Cypriana Kamila, Ksawerego oraz Paulinę. Po śmierci matki wychowaniem dzieci zajęła się ich prababka, miecznikowa Hilaria Sobieska (1761–1830). W 1830 r. rodzina Norwida przeprowadziła się do Warszawy, gdzie Ludwik wraz z bratem Cyprianem uczęszczał do Gimnazjum Praktyczno-Pedagogicznego przy ul. Leszno. Po śmierci Jana Norwida osierocone rodzeństwo trafiło pod opiekę Ksawerego Dybowskiego (1770–1841), ojczyma Ludwiki. Dzieci nie odziedziczyły po rodzicach żadnego majątku.

### Dorosłość
Ludwik Norwid był absolwentem Instytutu Gospodarstwa Wiejskiego. Rozwijał się intelektualnie głównie na własną rękę, był samoukiem. W 1839 r. zadebiutował w kręgach warszawskiej cyganerii, w których obracał się także jego brat, Cyprian Kamil. Był wyznawcą towianizmu, z którym prawdopodobnie zetknął się jeszcze w Warszawie. Znajdował się pod nadzorem carskiej policji ze względu na swoje podejrzane koligacje polityczne (m.in. z Augustem Wilkońskim). W 1847 r. otrzymał paszport i wyjechał za granicę w towarzystwie Piotra Zielińskiego. W Paryżu dołączył do koła Juliusza Słowackiego, którego idee były mu bliskie. W 1848 odwiedził w Rzymie brata. W 1858 ożenił się bogato, ale prędko roztrwonił posag. Żonę opuścił w 1866 r., po czym powrócił w 1869 r. do Warszawy, gdzie początkowo żył na łasce krewnych, a od 1876 r. w przytułku. Kilka z powstałych w tym okresie wierszy wydrukował „Kurier Warszawski”. W skąpym dorobku artystycznym Ludwika Norwida dominowała liryka refleksyjna, utrzymana w tonacji melancholii i pesymizmu.

### Relacje z bratem
Bracia byli ze sobą niemalże nierozłączni na początku lat 40. XIX wieku, do tego stopnia, że utwory Ludwika mylnie przypisywano Cyprianowi, a Cypriana Ludwikowi. Obracali się w podobnych kręgach warszawskiej cyganerii. Po wyjeździe Cypriana za granicę w 1842, bracia utrzymywali korespondencję, a Ludwik sprawował funkcję pełnomocnika Cypriana. W 1848 r. Ludwik odwiedził Cypriana w Rzymie.